# 長良神社 (館林市代官町)
長良神社（ながらじんじゃ）は群馬県館林市代官町にある神社。館林総鎮守とされる当地の氏神。旧社格は郷社、神饌幣帛料供進社。

## 歴史

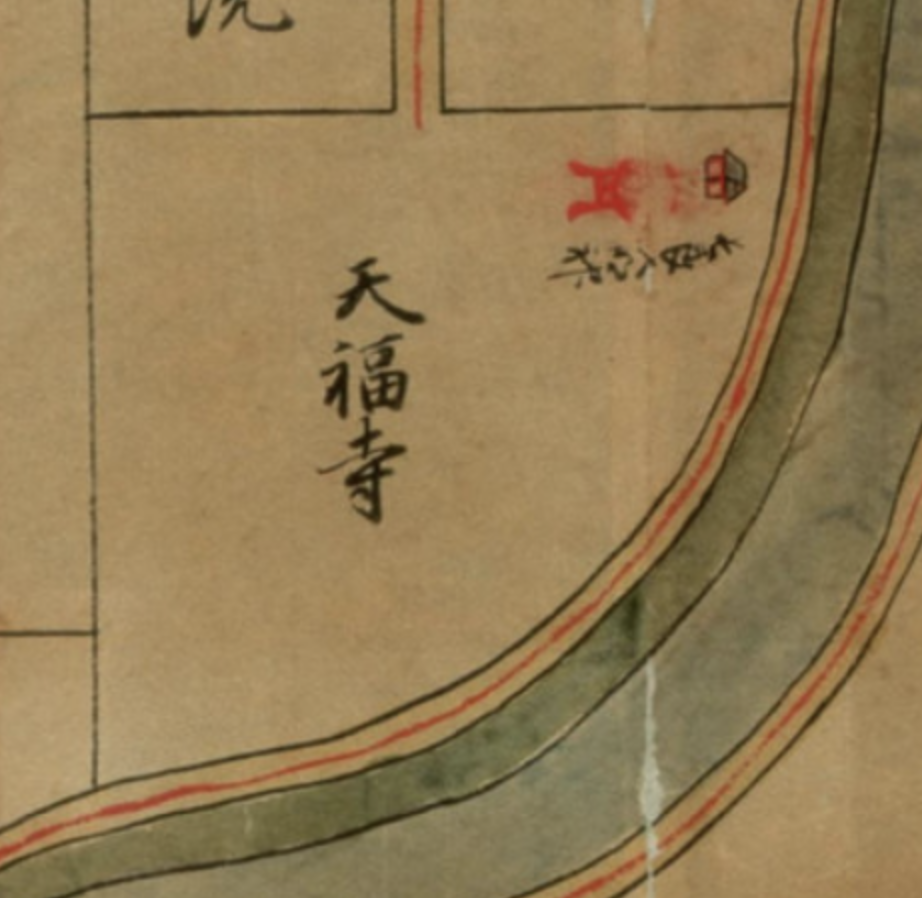
綱吉時代の長良神社 天福寺内に描かれている

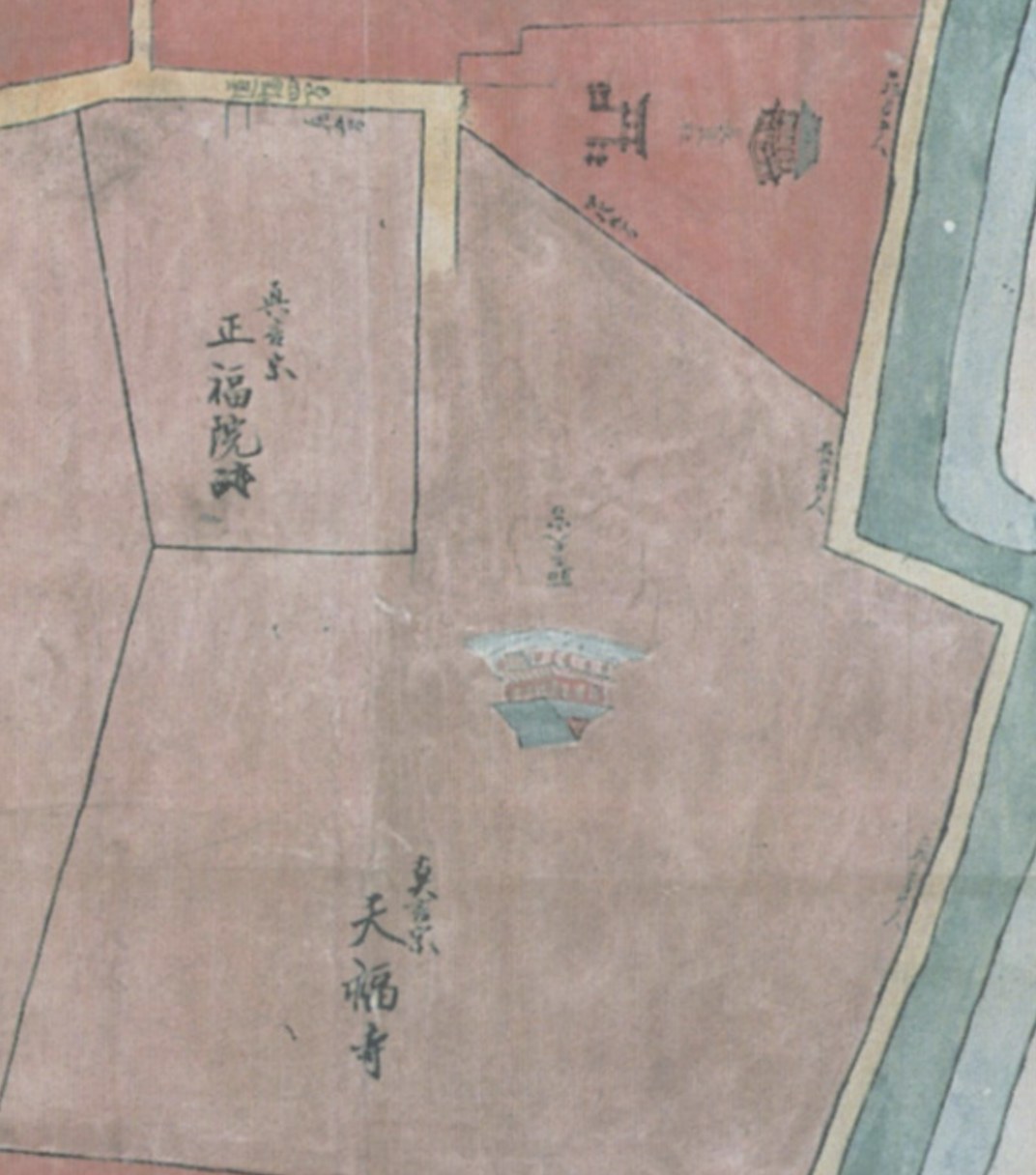
嘉永年間の長良神社 別当寺天福寺も描かれている

かつて上野国の国主としてこの地を治め、没後に春日大社の末社として祀られた藤原長良を主祭神として祀る。創建年代は不明だが、赤井照光の館林城主時代（1471年〜1562年）とされる。邑楽郡での長良神社の斎祀については、貞観12年（870年）赤岩城主で赤井氏の赤井弾正良綱が上野国の佐貫荘長柄郷瀬戸井村（現在の邑楽郡千代田町）に社殿を造営して勧請し、郡中総鎮守としたのが始まりとされ、当社は良綱の裔孫である赤井山城守照光が館林城を築城した際に、瀬戸井村から勧請して天福寺境内に鎮座させたと伝わる。当社の別当は天福寺の住僧が務めた。
代々領主や氏子の崇敬をあつめ、享保5年（1720年）12月11日には神位「宗源の宣旨」をうけて正一位を授けられた。
1873年（明治6年）1月、第72戸籍区（館林町全域）の郷社に列せられ、1910年（同43年）10月21日、以下の神社を合祀した。
- 材木町 - 蛭子神社、末社八坂神社・琴平神社
- 並木町 - 並木稲荷神社、末社猿田彦神社・日出（ひので）稲荷神社
- 鍛冶町 - 金山（かなやま）神社、末社稲荷神社
- 加法師 - 夜明稲荷神社
- 竪町 - 八坂神社
- 本紺屋町 - 野木神社、末社稲荷神社・天満宮・富士嶽神社
- 新紺屋町 - 神明宮、末社天満宮・稲荷神社・日枝神社
- 目車町 - 稲荷神社
- 石町 - 稲荷神社
- 足利町 - 八坂神社、末社琴平宮・稲荷神社・三峯神社

大正時代から恵比寿講が行なわれ、毎年12月の恵比寿講祭では商売繁盛の熊手を売る露店とそれを買い求める客で賑わう。。1919年（大正8年）12月12日、神饌幣帛料供進社に指定された。
1928年（昭和3年）11月、総工費2万6500円で拝殿などを改築、および館林町費として3500円を支出して、境内に長良公園事務所（2019年現在は社務所として利用）を新築した。

## 祭神

### 本殿

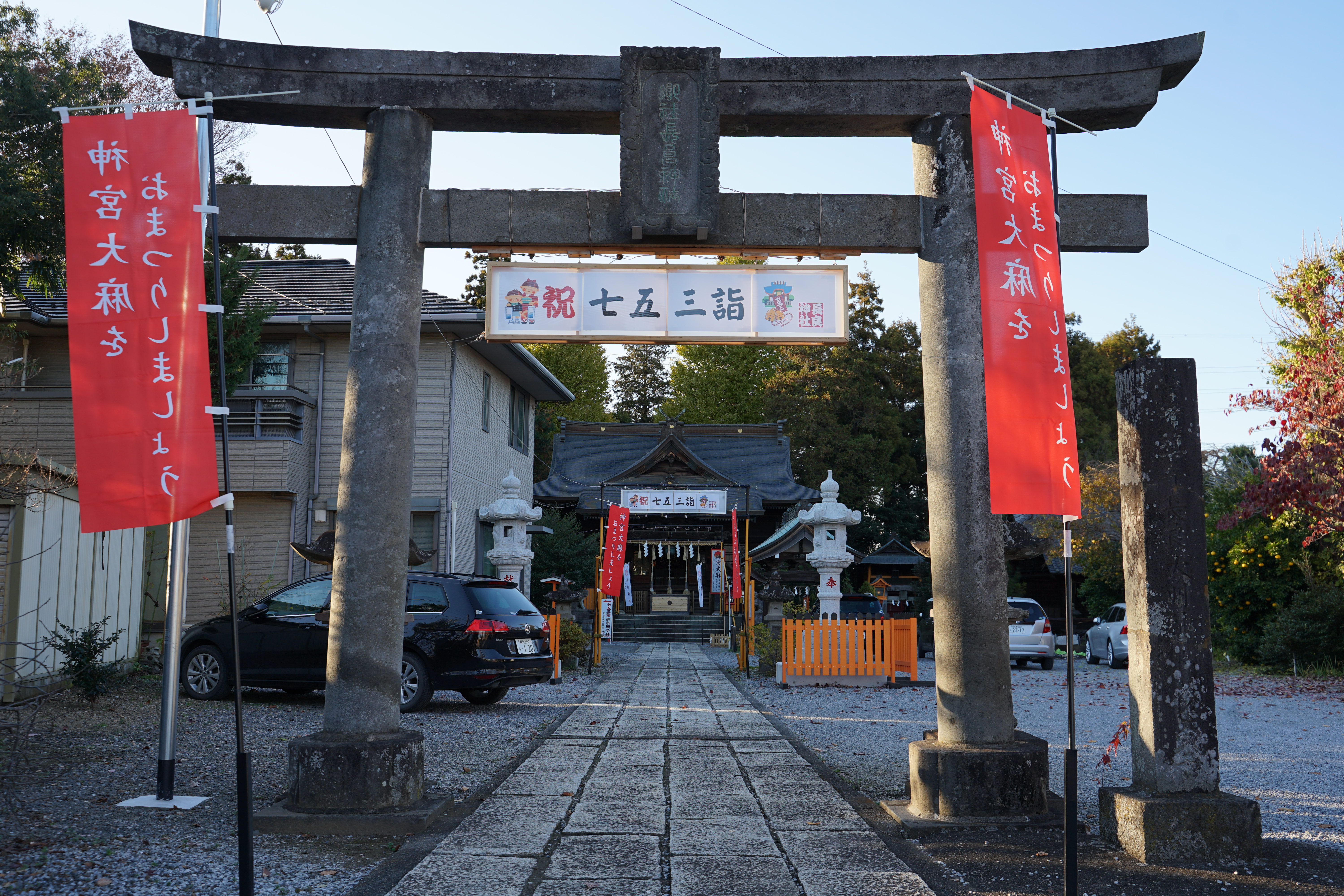
二の鳥居

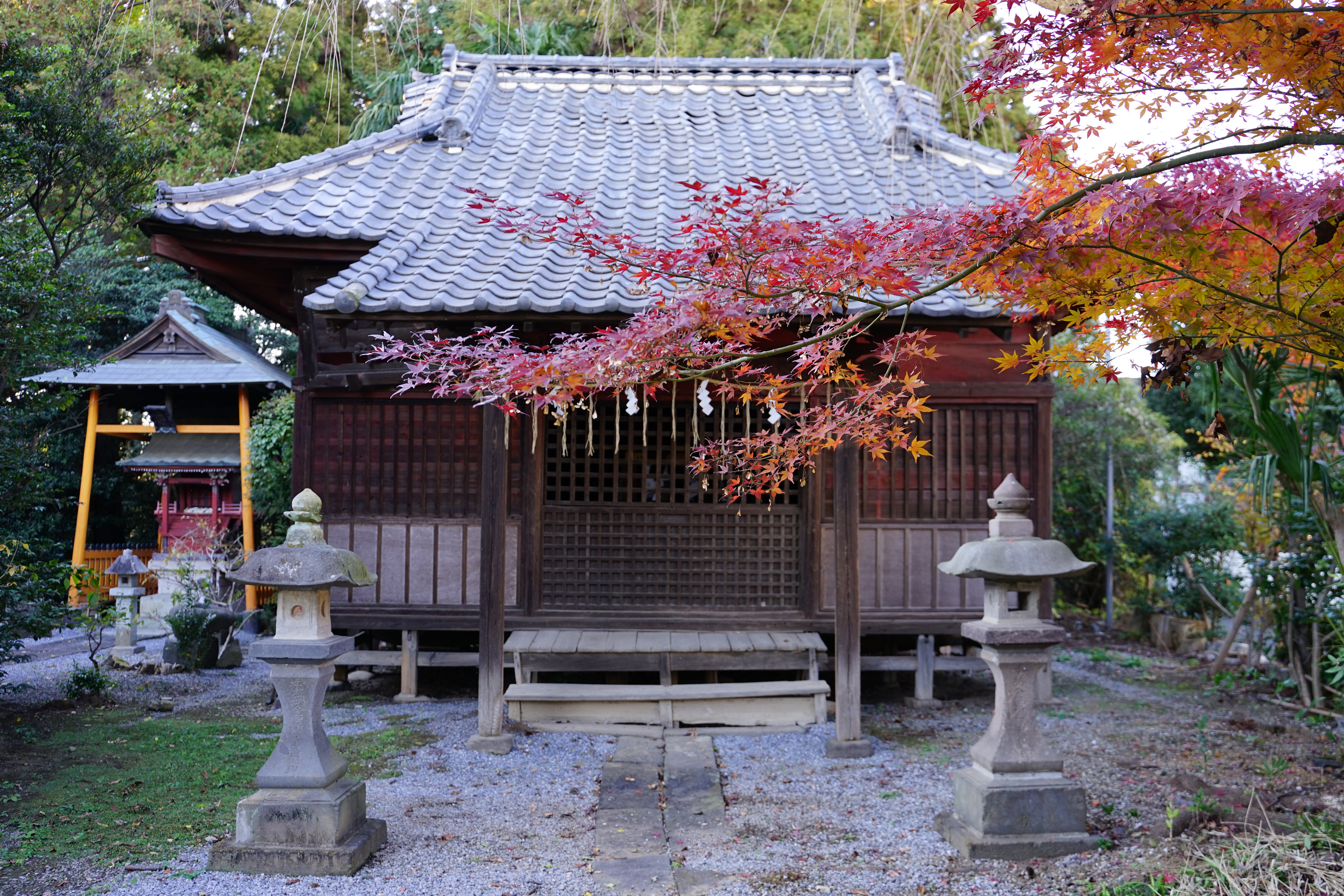
神輿殿

- 藤原長良[4]

合祀
- 蛭子命[4][5]
- 大国主命[4][注釈 5]
- 豊受姫命[4][5]
- 金山比古神[4][5]
- 伊弉諾命[4][5]
- 伊弉冊命[4][5]
- 猿田彦命[4][5]
- 鹿屋野比売神[4][5]
- 倭建命[4][5]
- 句々迺馳神[4][5]
- 長乳歯神[4][5]
- 素戔嗚命[4][5]
- 大山祇神[4][5]
- 倉稲魂命[4][5]
- 木花咲夜姫命[4][5]
- 菅原道眞[4][5]
- 大日孁命[4][5]

### 織姫神社

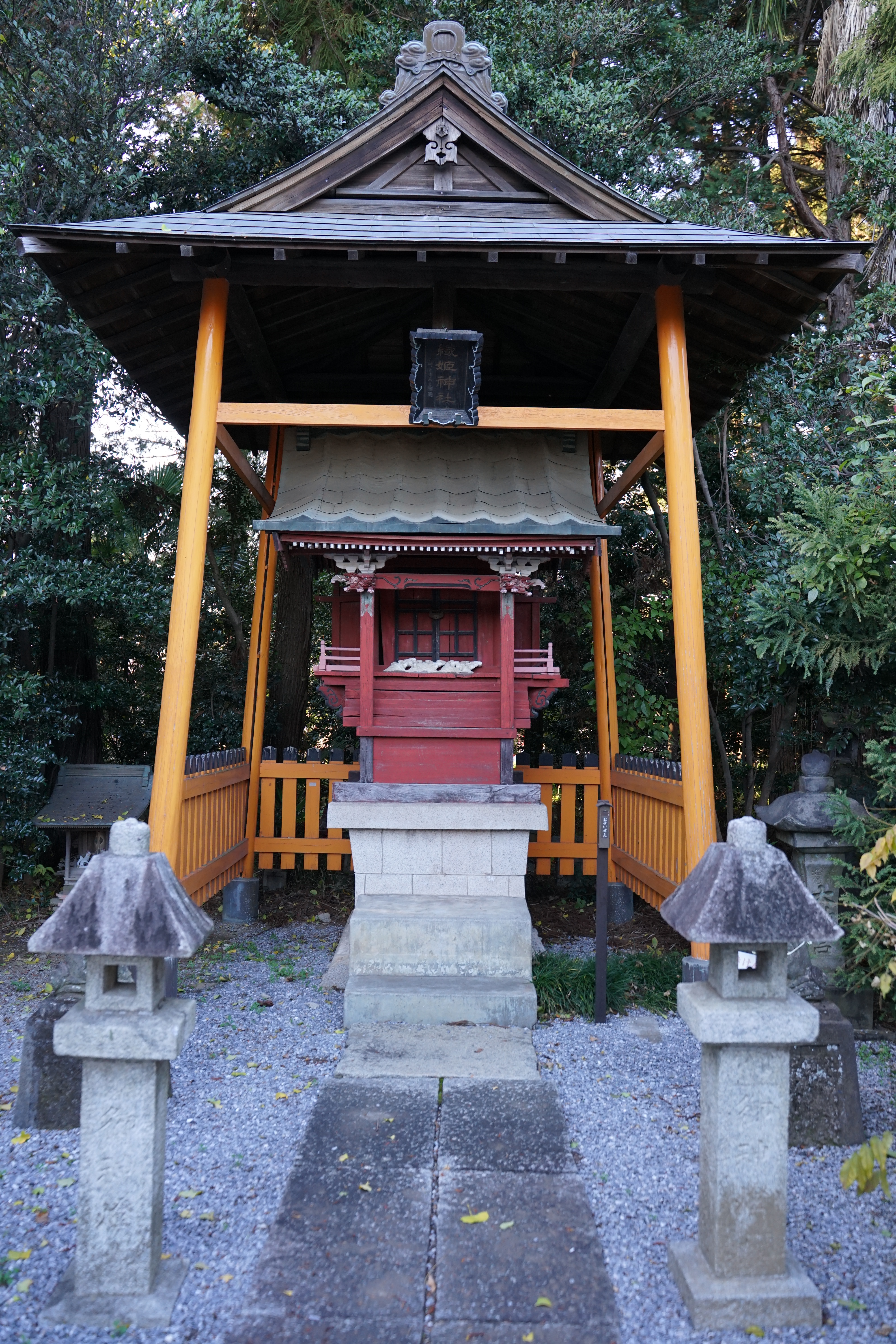
織姫神社

境内摂社として織姫神社を擁する。
- 天照大神
- 天乃衣織姫命
- 豊受姫命
- 天野八千々比売命
- 長白羽命
- 天乃日鷲命
- 天乃棚機姫命

### 末社
- 琴平宮 - 大物主神[注釈 6][1]
- 稲荷神社 - 倉稲魂命[注釈 6][1]

## 境内

### 社殿
本殿
間口4尺（152cm）、奥行7尺（266cm）、春日造銅板葺。
元禄9年（1696年）の再建。
拝殿
間口5間（1140cm）、奥行3間（684cm）。
幣殿
間口2間（456cm）、奥行2間（456cm）。
社務所
間口7間半（1710cm）、奥行3間（684cm）、外に2間（456cm）四方の車寄せあり。
琴平宮
間口1尺（38cm）、奥行1尺5寸（57cm）。
稲荷神社
間口1尺5寸（57cm）、奥行2尺（76cm）。

### 石造物
神社標柱
高さ1.78m、約26cm角の石柱で、二の鳥居の傍にある。
次の文字が刻まれており、当社が天福寺境内にあり住僧が別当を務めていたことを示している。
表面: 当所鎮守長良大明神、十八町惣氏子
上野国邑楽郡佐貫荘館林恵日山天福寺三十五代範英
干時天和第二歳（1682年）竜集壬戌夏五月吉祥施主鳥輪敬白
十八町は当時の館林の町数で、全町を意味する。
石鳥居 - 2基
1基は嘉永5年（1852年）の建造で、明治に併合した足利町の琴平宮から移された。
1基は1928年（昭和3年）11月、大典記念として建設された。
常夜灯 - 5対および1基
「天保二年（1831年）、金毘羅大権現」と示されたものは足利町琴平宮から移された。
「文化二年（1805年）大神宮」と示されたものは新紺屋町神明宮から移された。
他、「元禄十二年（1699年）五月」「文政元年（1818年）」「安政二年（1855年）九月」などと記されたものがある。
唐獅子、高麗犬 - 2対
手水石盥
「元禄六年（1693年）五月長良大明神宝前」などと刻まれている。
躑躅分植の碑
高さ2.1m、幅89cmで参道北側にあり。元々は1886年（明治19年）足利町琴平宮に建てられたが、同神社の併合の際に移された。左下に「明治四十四年六月壱日建設、当町神社併合委員」と追刻されている。

## 神宝
長良兜
祭神藤原長良が使用したと伝わる古兜だが、実際には中世末ごろのものとされる。